# 長背鱂
長背鱂為輻鰭魚綱鯉齒目鯉齒亞目鯉齒鱂科的其中一種，原分布於中美洲墨西哥的Charco La Palma水域，體長可達5.1公分，因棲地乾涸，目前野外已絕種，可做為觀賞魚。

## 擴展閱讀
維基物種上的相關：長背鱂